# Roja de Verano (manzana)
Roja de Verano es el nombre de una variedad cultivar de manzano (Malus domestica). Esta manzana es originaria de Galicia, está cultivada en la colección de árboles frutales y banco de germoplasma de Mabegondo con el Nº 258; ejemplares procedentes de esquejes localizados en Castrelo (Pontevedra).

## Sinónimos
- "Manzana Roja de Verano",[4][5]
- "Maceira Roja de Verano".

## Características
El manzano de la variedad 'Roja de Verano' tiene un vigor de poco vigoroso, muy productivo. Tamaño grande y porte erguido.
Época de inicio de brotación a partir del 7 de abril y de floración a partir de 23 de abril.
Las hojas tienen una longitud del limbo de tamaño medio, con la máxima anchura del limbo media. Longitud de las estípulas es corta y la máxima anchura de las estípulas es estrecha. Denticulación del borde del limbo es ondulado, con la forma del ápice del limbo acuminado y la forma de la base del limbo es agudo. Con subestípulas ausentes.
Sus flores tienen una longitud de los pétalos larga, anchura de los pétalos es ancha, disposición de los pétalos en contacto entre sí, con una longitud del pedúnculo media.
La variedad de manzana 'Roja de Verano' tiene un fruto de tamaño medio, de forma globosa, de color rojo, con chapa completa, e intensidad fuerte. Epidermis de textura suave con pruina en su superficie, y con presencia de cera débil. Sensibilidad al "russeting" (pardeamiento áspero superficial que presentan algunas variedades) medianamente sensible. Con lenticelas de tamaño pequeño.
Los sépalos están dispuestos de forma completamente replegados, y libres en su base; su fosa calicina es muy profunda de una anchura media. Pedúnculo de grosor grueso y de longitud corto, siendo la cavidad peduncular de una profundidad poco profunda y de anchura media. Con pulpa de color blanca, de firmeza es suave y textura intermedia; su jugosidad es intermedia con sabor de acidez media, dulzor es no dulce y aromática.
Época de maduración y recolección a partir del 4 de agosto. 'Roja de Verano' es una manzana que se utiliza en la producción de sidra.

## Susceptibilidades
- Oidio: ataque medio
- Moteado: no presenta
- Raíces aéreas: no presenta
- Momificado: no presenta
- Pulgón lanígero: ataque medio
- Pulgón verde: ataque medio
- Araña roja: no presenta
- Chancro del manzano: no presenta[3]